# Kalanchoe connata
Kalanchoe connata là một loài thực vật có hoa trong họ Crassulaceae. Loài này được Sprague miêu tả khoa học đầu tiên năm 1923.